# District Est (Tainan)
Pour les articles homonymes, voir District Est.
Le district Est (chinois traditionnel : 東區 ; pinyin : dōng qū ; anglais : East District) est un district de la municipalité spéciale de Tainan.

## Histoire
Durant la période de domination japonaise sur l'île de Taïwan, les districts Jhuwei et Dongmen sont fusionnés pour donner naissance au district Est en 1945,.

## Géographie
Le district couvre une superficie de 13,415 6 km2.
Il compte 186 403 habitants d'après le recensement de février 2019.

## Institutions
- Université nationale Cheng Kung